# Жан Филип Рамо
Жан Филип Рамо (фр. Jean-Philippe Rameau; Дижон, 25. септембар 1683 — Париз, 12. септембар 1764) је био један од најзначајнијих француских композитора и музички теоретичар ере барока.
Музичку каријеру је започео као оргуљаш у париској цркви Нотр Дам. Општој музичкој јавности свог времена био је познат као клавсениста и композитор програмске музике. У историји музике заузима истакнуто место као оперски стваралац и педагог.